# Synagoga Wielka w Chrzanowie

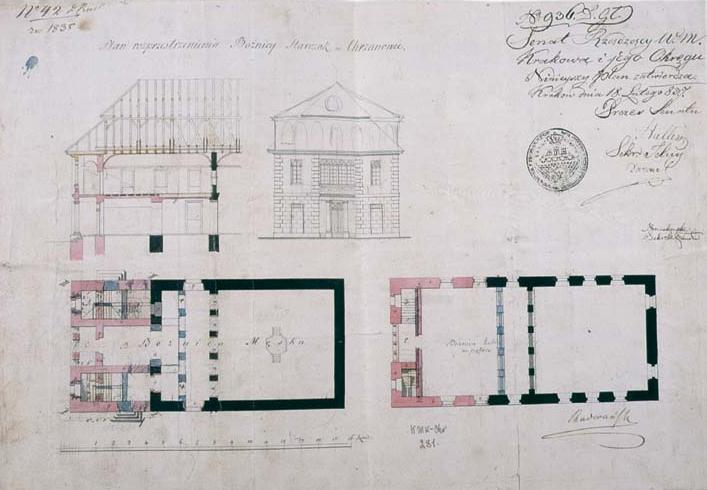
Projekt przebudowy synagogi z 1837 roku

Synagoga Wielka – nieistniejąca obecnie synagoga położona w Chrzanowie przy skrzyżowaniu ulic Krakowskiej i Garncarskiej.

## Historia
Synagoga została zbudowana w latach 1786-1787, za zgodą arcybiskupa gnieźnieńskiego Michała Jerzego Poniatowskiego z 20 lipca 1785. Parcelę pod synagogę nabyto za 144 złotych od Antoniego Sajdaczka w 1786 i natychmiast rozpoczęto prace budowlane, które trwały do 1787.
W latach 30. XIX wieku synagoga ze względu na zły stan techniczny została rozbudowana i wyremontowana według projektu krakowskiego architekta i budowniczego Feliksa Radwańskiego juniora. Wówczas przedłużono synagogę w kierunku zachodnim o około 10 metrów, przedsionek i babiniec zostały przesunięte ku zachodowi, na dobudowany fragment budynku. Na parterze wydzielono sień, a po jej bokach usytuowano dwie osobne klatki schodowe, prowadzące na babiniec.
Na przełomie XIX i XX wieku synagoga przeszła swój ostatni remont, podczas którego znacznie uproszczono fasadę, z której usunięto detale klasycystyczne i neorenesansowe oraz zwieńczono ją schodkowym szczytem i wyremontowano dach. W XX wieku po stronie północnej dobudowano betonowe schody oraz przybudówkę.
Podczas II wojny światowej hitlerowcy zdewastowali synagogę. Po zakończeniu wojny przez wiele lat budynek synagogi stał opuszczony i popadał w ruinę. W 1973 na polecenie ówczesnych władz miejskich synagoga została wysadzona w powietrze, mimo iż Muzeum w Chrzanowie czyniło wówczas starania dla pozyskania jej do ekspozycji muzealnej. Obecnie plac po niej do dziś nie został zabudowany.
Na miejscu zniszczonej synagogi wyrosła wierzba, którą wycięto w roku 2018. W 2022, w trakcie lokalnych uroczystości upamiętniających przedwojenną żydowską społeczność Chrzanowa, zasadzono nowe drzewo nazwane Wierzbą Estery.

## Architektura
Murowany budynek synagogi wzniesiono na planie prostokąta o wymiarach 21,45 na 14,30 metrów. W jej wnętrzu we wschodniej części znajdowała się obszerna sala modlitewna, do której wchodziło się przez przedsionek, nad którym na piętrze znajdował się babiniec, otwarty na salę główną arkadami z filarami. Prowadziły do niego dwie osobne klatki schodowe z osobnymi wejściami.
W głównej sali modlitewnej na wschodniej ścianie znajdował się bogato zdobiony Aron ha-kodesz, a na środku ośmioboczna bima. Całą salę oświetlały, umieszczone na wysokości piętra 8 wysokich, półokrągle zakończonych okien.
Pierwotnie fasada główna miała symetryczną, trójosiową kompozycję. Jej partię środkową stanowił wgłębny portyk z parą kolumn na parterze i czteroarkadową loggią na piętrze.